# Anatole Ericsson

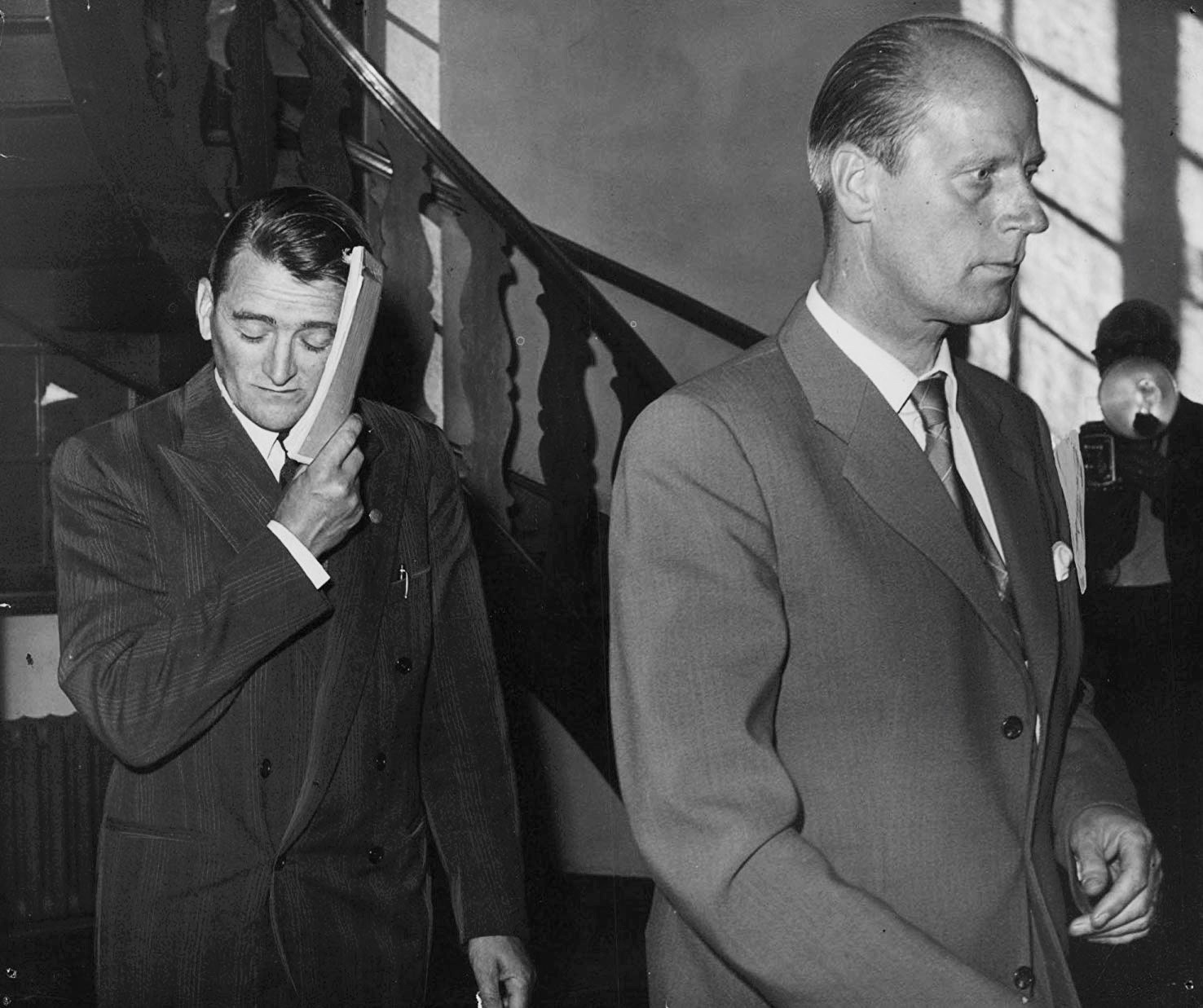
Anatole Ericsson (t.v.) inför sin rättegång i Stockholms rådhus 1956.

Anatole Ericsson, född 6 januari 1910 i Sankt Petersburg, Kejsardömet Ryssland, död 5 juni 2001 i Hägersten, var en svensk anställd vid L M Ericsson som arbetade med radarutveckling för det svenska försvaret och försåg Sovjetunionen med hemlig information. Ericsson greps i slutet av 1950-talet och dömdes för grovt spioneri.
Ericssons far var svensk och hans mor ryska. Han hade kommunicerat med en rysk diplomat genom noteringar i en telefonbok i en offentlig telefonkiosk samt genom brev som hade lagts under stenar vid landsvägar. Den ryska handelsattachen Peter Mirkoshnikov hade först bett om information rörande ryska flyktingorganisationer men hade senare bett om detaljer rörande L M Ericssons arbete, ingenjörer inom företaget och nya experiment. Ericsson hade även skickat rapporter till Moskva med osynligt bläck.